# Irvine (Schottland)
Irvine (gälisch: Irbhinn) ist eine Stadt in der schottischen Council Area North Ayrshire.

## Geographie
Irvine ist eine Küstenstadt im Südwesten von North Ayrshire. Sie liegt etwa elf Kilometer westlich von Kilmarnock und 19 km nördlich von Ayr. Durch Irvine fließt der Fluss Irvine und mündet in die langgezogene Irvine Bay. Am südlichen Stadtrand mündet das Annick Water in den Irvine und kurz vor dessen Mündung der Garnock.

## Geschichte
Obschon Irvine zu den fünf schottischen Planstädten gehört, kann es auf eine lange Geschichte verweisen. Möglicherweise wurde der Hafenort bereits um 1240 durch König Alexander II. als Royal Burgh installiert. Gesichert ist die Verleihung der Burgh-Rechte durch König Robert I. im Jahr 1308. Da der Clyde in der Vergangenheit nicht bis Glasgow schiffbar war, diente Irvine über Jahrhunderte als Hafenstadt für die Versorgung Glasgows. Erst mit der Vertiefung des Clyde und der Errichtung von Port Glasgow im 18. Jahrhundert verlor der Hafen an Bedeutung. Später siedelten sich der Schiffsbau, holzverarbeitende Betriebe und chemische Industrie in Irvine an. In den 1780er Jahren lebte der Dichter Robert Burns in Irvine.
Bei der Volkszählung 1841 lebten 4594 Personen in Irvine. Nach 7534 zehn Jahre später wuchs die Einwohnerzahl bis 1881 auf 8498 an. 1961 wurden schließlich 16.911 Personen in Irvine gezählt. 1966 wurde Irvine zur Planstadt erwählt. Sie ist die damit die jüngste der fünf schottischen Planstädte und die einzige, die auf einer bestehenden Stadt aufbaut. Bis 1981 verdoppelte sich die Einwohnerzahl der Stadt auf rund 33.000 und verharrt seitdem um diesen Wert.
In Irvine befand sich eine der Dynamitfabriken, die Alfred Nobel weltberühmt und so reich machte, dass er den Nobelpreis stiften konnte. Noch heute befindet sich auf dem Areal nördlich der Stadt eine Munitionsfabrik der Chemring Group.

## Verkehr

### Straße
In Irvine laufen vier Fernverkehrsstraßen zusammen. Die aus Edinburgh kommende A71 endet dort. Zuvor kreuzt sie die A78 (Greenock–Ayr), die die Siedlungsfläche durchschneidet. Die A736 führt in nordöstlicher Richtung bis Glasgow, während die A737 Irvine mit Paisley verbindet.

### Eisenbahn und Luftverkehr
Seit dem 19. Jahrhundert verfügt die Stadt über einen eigenen Bahnhof. Dieser wurde zunächst auf der Glasgow, Paisley, Kilmarnock and Ayr Railway der Glasgow and South Western Railway bedient. Heute liegt er an der Ayrshire Coast Line der First ScotRail, die Largs mit Glasgow verbindet. Der internationale Flughafen von Glasgow liegt rund 30 km nordöstlich.

### Schifffahrt
Der Hafen von Irvine war einst einer der wichtigsten Häfen Schottlands. Bereits im frühen Mittelalter wurden hier Quaianlagen errichtet. Durch die Eröffnung von Häfen in Port Glasgow und Greenock im 19. Jahrhundert verlor er aber rasch an Bedeutung und begann zu zerfallen. Zu Beginn des 21. Jahrhunderts lockte die Eröffnung des Big-Idea-Museums kurzfristig zumindest die Freizeityachten wieder in den Hafen. Heute (2018) wird die verbleibende Hafeninfrastruktur vom Scottish Maritime Museum und der lokalen Bevölkerung verwendet.

## Söhne und Töchter der Stadt
- Roy Aitken (* 1958), Fußballspieler
- Andrew Baird (1866–1936), Fußballspieler und Golfer
- Kris Boyd (* 1983), Fußballspieler
- Ross Chisholm (* 1988), Fußballspieler
- Kirk Broadfoot (* 1984), Fußballspieler
- Stephanie Cook (* 1972), Moderne Fünfkämpferin und Olympiasiegerin
- Sara Crowe (* 1966), Bühnen- und Filmschauspielerin
- John Galt (1779–1839), Schriftsteller
- Billy Gilmour (* 2001), Fußballspieler
- George Hamilton (1917–2001), Fußballspieler
- Garry Hay (* 1977), Fußballspieler
- Jay Henderson (* 2002), Fußballspieler
- Lorna Hood (* 1953), Pfarrerin
- Jack McConnell (* 1960), Politiker und ehemaliger First Minister
- David Mitchell (* 1990), Fußballspieler
- William Montgomerie (1797–1856), Militärchirurg
- Robbie Muirhead (* 1996), Fußballspieler
- Steven Naismith (* 1986), Fußballspieler
- Steve Nicol (* 1961), Fußballspieler und -trainer
- John Niven (* 1966), Schriftsteller
- Nicola Sturgeon (* 1970), Politikerin und ehemalige First Minister Schottlands
- Trash Can Sinatras, Indie-Pop-Band
- Roddy Woomble (* 1976), Musiker
- Simon Neal (* 1979), Sänger und Gitarrist der Rockband Biffy Clyro